# 娜塔莉亞·卡奇馬雷克
娜塔莉亞·卡奇馬雷克（波蘭語：Natalia Kaczmarek，1998年1月17日—），波蘭田徑運動員，她代表波蘭隊參加了日本舉行的2020年夏季奧林匹克運動會，結果獲得混合4×400米接力比賽金牌和女子4×400米接力比賽銀牌。